# هيرويوكي تاجيما
هيرويوكي تاجيما (باليابانية: 田嶋宏行) هو فنان ياباني، ولد في 1911 في طوكيو في اليابان، وتوفي في 1984.